# Princípio cosmológico
Na cosmologia moderna, o princípio cosmológico é a hipótese de trabalho de que os observadores terrestres não ocupam uma posição observacional restritiva ou distorcida dentro do Universo. 
Como explica o astrônomo William Keel:
O princípio cosmológico geralmente é dito formalmente como 'Visto de uma escala suficientemente grande, as propriedades do Universo são as mesmas para todos os observadores.' Esta afirmação está fortemente relacionada à declaração filosófica que a parte do Universo que podemos ver é uma amostra representativa do mesmo, e que as mesmas leis físicas se aplicam em todos os lugares. Em essência, ela afirma de certa forma que o Universo pode ser conhecido e está jogando corretamente com os cientistas.
O princípio cosmológico contém três qualificações implícitas e duas consequências testáveis. A primeira qualificação implícita é que "observadores" significa qualquer observador em qualquer posição no Universo, não apenas qualquer observador humano em qualquer posição na Terra. Como diz Andrew Liddle, "o princípio cosmológico [significa que] o Universo se parece o mesmo não importando quem quer que você seja ou onde quer que você se encontre.
A segunda qualificação implícita é que "parece o mesmo" não significa necessariamente estruturas físicas, mas os efeitos das leis físicas nos fenômenos observáveis. Assim, o comprimento de onda da luz observado no espectro de absorção de quasares permite estabelecer um limite para possíveis variações na constante de estrutura fina. Esse limite é de menos de uma parte em um milhão para um redshift de z = 3, o que corresponde a uma distância de cerca de 6.500 megaparsecs ou 11,5 bilhões de anos-luz. Como a constante de estrutura fina depende da velocidade da luz (c), da constante de Planck (h) e da carga do elétron (e), possíveis variações no valor dessas constantes físicas ficam também limitadas.
A terceira qualificação, relacionada à segunda, é que a variação nas estruturas físicas pode ser negligenciada, desde que esta não coloque em perigo a uniformidade das conclusões feitas a partir da observação: o Sol é diferente da Terra, nossa galáxia é diferente de um buraco negro, algumas galáxias avançam em nossa direção, em vez de se afastarem, e o Universo tem uma estrutura de aglomerados de galáxias e vazios, mas nenhuma destas diferentes estruturas parece violar as leis básicas da física.
As duas consequências estruturais testáveis do princípio cosmológico são a homogeneidade e a isotropia do Universo. Homogeneidade significa que as mesmas evidências observacionais estão disponíveis para observadores em diferentes posições do Universo ("a parte do Universo que podemos ver é uma amostra representativa"). A isotropia significa que a mesma evidência observacional pode ser encontrada em qualquer direção no Universo em que olhemos ("as mesmas leis da física se aplicam em todos os lugares"). Os princípios são distintos mas relacionados, por que um universo que pareça isotrópico para quaisquer duas posições (ou para uma geometria esférica, três posições) também deve ser homogêneo.

O Universo é descrito atualmente como tendo uma história, começando com o Big Bang e prosseguindo por distintas épocas de formação estelar e galáctica, mas como esta história pode ser quase completamente descrita em termos de processos físicos conhecidos, o princípio cosmológico é estendido para admitir a "isotropia" do tempo: 
 ... todos os pontos no espaço devem experimentar o mesmo desenvolvimento físico, correlacionado no tempo de forma que todos os pontos a uma certa distância de um observador pareçam estar no mesmo estágio de desenvolvimento. Neste sentido, todas as condições espaciais no Universo devem parecer homogêneas e isotrópicas para um observador a qualquer momento no futuro e no passado.
O princípio cosmológico é consistente com a isotropia observada: (i) da distribuição celeste de rádio galáxias, que estão distribuídas aleatoriamente por todo o céu, (ii) da estrutura espacial em grande escala da distribuição de galáxias, que formam uma teia aleatória de clusters e vazios com cerca de 400 megaparsecs de largura, (iii) a distribuição isotrópica do desvio para o vermelho observado no espectro de galáxias distantes, o que implica uma expansão uniforme do espaço ou um fluxo Hubble em todas as direções, e (iv) a radiação cósmica de fundo, a radiação relíquia liberada pela expansão e resfriamento do Universo primordial, que é constante em todas as direções até uma parte em 100.000.
Por exemplo, pesquisas de galáxias no céu profundo, como a Sloan Digital Sky Survey ou a 2dF Galaxy Redshift Survey, combinam a posição de visada de galáxias com o deslocamento do espectro para o vermelho para produzir mapas tridimensionais dos agrupamentos de galáxia em uma área estimada em 4 bilhões de anos-luz de largura (um raio de redshift de z > 0,20); testes estatíticos aplicados a estes mapas confirmam que a isotropia se aplica a diferentes pontos de vista dentro dos mesmos. A radiação cósmica de funto é a mesma para todas as partes do céu, mesmo que segundo a teoria cosmológica ela deve ter se originado em diferntes partes do universo primeval.
Em 1923, Alexander Friedman montou uma variação do conjunto de equações da relatividade geral de Einstein que descrevem as dinâmicas de um universo homogêneo e isotrópico. A teoria de Friedman foi aplicada alguns anos mais tarde por Arthur Eddington e Georges Lemaître.

## Implicações
O princípio cosmológico representa o princípio no qual a teoria cosmológica e as observações podem avançar, e também uma hipótese "nula" de uniformidade que é uma área de pesquisa e investigação ativa. Muitos avanços importantes em astronomia e cosmologia, e a formulação de novas teorias cosmológicas, ocorreram pela resolução de violações aparentes do princípio cosmológico. Por exemplo, a descoberta original que galáxias distantes parecem ter um desvio para o vermelho espectral maior que galáxias próximas (uma violação aparente da homogeneidade) levou à descoberta do fluxo de Hubble, a expansão métrica do espaço que ocorre igualmente em todas as direções (restaurando a homogeneidade).
Uma implicação relacionada do princípio cosmológico é que as maiores estruturas discretas no universo estão em equilíbrio mecânico. A homogeneidade e isotropia da matéria nas maiores escalas sugere que as maiores estruturas discretas são partes de uma forma não-discreta única, como as migalhas que fazem parte do miolo de um bolo. Em distâncias cosmológicas extremas, a propriedade do equilíbrio mecânico em superfícies laterais à linha de vista podem ser testadas empiricamente. Entretanto, pelo pressuposto do princípio cosmológico, ela não pode ser detectada paralela à linha de visão. (veja a cronologia do universo).
Os cosmólogos concordam que, de acordo com a observação de galáxias distantes, um universo deve ser não estático se ele segue o princípio cosmológico. As observações de galáxias distantes revelam que conforme a distância da Terra aumenta, a densidade das galáxias aumenta e o seu conteúdo "metálico" (proporção relativa de elementos químicos mais pesados que o lítio) declina. Para explicar isto, os cientistas que estão aplicando o princípio cosmológico sugerem que uma mudança na população de galáxias ao longo da linha de vista se traduz na história do universo como um todo: os elementos mais pesados não se originaram no "Big Bang", mas devem ser produzidos por nucleossíntese em estrelas gigantes e expelidos em explosões de supernova, o que significa que elementos mais pesados se acumulam com o tempo. A hipótese da história cosmológica, por sua vez, é apoiada pelo fato de que galáxias muito mais fragmentadas, e em interação, e com formas incomuns, são encontradas em desvios para o vermelho mais altos (épocas mais primitivas) que no universo local (tempos recentes), sugerindo uma evolução na estrutura das galáxias também. Um universo não-estático também é implicado, independente das observações das galáxias distantes, como o resultado da aplicação do princípio cosmológico à relatividade geral.